# Strawberry Panic!
『Strawberry Panic!』（ストロベリー・パニック!）は、『電撃G's magazine』（メディアワークス）連載の読者参加企画、及びそれを原作にしたメディアミックス群の総称である。略称は「ストパニ」。

## 作品概要
『電撃G's magazine』2003年10月号から2005年10月号まで連載された。企画・シナリオは『シスター・プリンセス』を手掛けた公野櫻子、キャラクターデザイン・イラストは真木ちとせ、ミニコミックは『シスプリ』の霧賀ユキが担当した。
アストラエアの丘にある3つの女子校（聖ミアトル女学園、聖スピカ女学院、聖ル・リム女学校）、そしてそのはずれにある3校共通の寄宿舎・いちご舎を舞台に、各校の生徒たちが繰り広げる物語である。
本作のコンセプトは女性ヒロイン同士のカップリング、いわゆる「百合」である。そのため、それまでの『G's』読者参加企画と異なり、読者とヒロインの直接的接触（恋愛）の要素はない。連載開始時は読者が3人の主人公（渚砂・光莉・絆奈）の兄という設定であったが、途中から言及されなくなり、結果的に男性的要素が一切排除された世界観へとシフトしていった。
読者参加企画版の連載終了後、公野櫻子による小説の刊行、その小説版の漫画化、そしてアニメ化、ゲーム化など、メディアミックス展開がなされた。ただし読者参加企画版・小説版・アニメ版・ゲーム版ではそれぞれ、内容・設定・世界観などが異なっている。
登場人物は各学園の1 - 6年生だが、これは設定上中高一貫校の生徒、つまり1 - 3年生が中学生、4 - 6年生が高校生というものである。ちなみに、ミアトル、スピカ、ル・リムの3校とも、幼稚園から高等学校までの一貫教育と設定されている。

## あらすじ
日本のどこかに存在する、巷でも屈指の名門女子校「聖ミアトル女学園」「聖スピカ女学院」「聖ル・リム女学校」に通うことになった、3人の少女・渚砂、光莉、絆奈。
しかも3人とも家を離れて、3校の寄宿舎である「いちご舎」に入ることに。慣れない集団生活に心細くなる3人を、それぞれの学校の生徒たち「ストロベリーズ」は時に優しく、時に厳しく、そして時に情熱的に支えてくれる。
積極的な女生徒たちの行動に戸惑う3人の妹たちは、大好きなお兄ちゃんからのアドバイスを受けながら、魅惑の女子校ライフを送るのだった。

## 登場人物
読者（誌上ゲーム参加者）の妹である3人のヒロインと、転校生である彼女たちが学園で出会う9人のヒロインの、計12人が主要登場人物となる。

## 雑誌上の連載

### スタート当初（2003年11月号 - 2004年3月号）
本作の最初のコンセプトは、「妹＋百合の甘〜い誘惑」と称したものであった。百合という題材は、代表作とも言える『マリア様がみてる』がコバルト文庫で連載されている作品であるように、女性向けの本や媒体に載せられることがほとんどであった。「男性読者が9割を占めるG'sの読者参加企画としてやっちゃう、編集部としては大冒険の新企画です!!」とコメントされていたように、本来はギャルゲー雑誌である『G's』としては異色の作品という触れ込みだった。
誌上ゲームの最初のルールは、ミアトル、スピカ、ル・リムの3つの女子校があり、それぞれにメインヒロインとなる渚砂・光莉・絆奈と、その相手役として上級生・同級生・下級生を1人ずつ配置し、妹と3人の相手役をカップリングするという主旨であった。読者は渚砂・光莉・絆奈の兄という立場から、妹たちの行動を助言して百合カップル成立に導くという役割が与えられていた。読者参加企画時代、一貫して渚砂・光莉・絆奈に苗字の設定がなかったのは、「読者の妹」という前提があったためである。そして各校で人気1位になったカップルはイラストストーリーが掲載された。なお、誌上ゲームが行われない月は、各校ごとのサンプル的なイラストストーリーが掲載された。
誌上ゲーム第1回の総得票数（2004年3月号発表）は1979票。

### エトワール選編（2004年3月号 - 2005年2月号）
読者からの希望を受け、ルール変更が実施された。開始時の3人のメインヒロインとその相手役という役割分担だけでなく、3つの女子校という垣根をも外し、66通りのカップリングが行える「フリーカップリング」が導入された。そしてそれに合わせて、春のイースター・夏の体育祭・秋の文化祭・冬のクリスマスバザーの4つのイベントを設定し、各イベントごとにベストカップルを選出、かつ4回の総合成績で1位となったカップルに「エトワール」の称号が与えられるという「エトワール選」が開始された。  
さらに第3回誌上ゲーム（エトワール選「体育祭編」）から「おまじない」と呼ばれる新ルールが追加された。これは選んだカップリングのそれぞれにおまじないのキーワードを選択して付与するというもので、片方のキーワードが一致するとハガキ1枚で3票分、両方が一致すると9票分の効果としてカウントされた。ゆえに、第2回以前との単純比較は出来ない。
『G's』読者参加企画としては初となるインターネット投票が行われた。
第2回誌上ゲーム結果発表と第3回誌上ゲーム募集開始は2004年5月号で同時に行なわれたが、第3回誌上ゲーム結果発表（2004年7月号・同年5月30日発売）と同時に「秋の文化祭」募集開始を行うことは季節的に矛盾が生じるため、代わりとして「寄宿舎パニック！編」が毎月連載で3回行われることとなった。
「秋の文化祭」及び「冬のクリスマスバザー」は、特設ウェブサイトでのみ投票を受け付けた。
エトワール戦総合ランキング（2005年2月号発表）を制したのは渚砂・玉青ペア（1653票）、総得票数は8605票。

### 寄宿舎パニック！編（2004年8月号 - 2005年1月号）
エトワール選のない月に連載された。
メインヒロインである渚砂・光莉・絆奈の3人の中から1人をピックアップして様々なシチュエーションを掲示し、その中で他の11人とカップリングを行うものであった。
誌上ゲームの結果を反映したイラストストーリーが掲載されるのはエトワール編と同様だが、ページ数は4ページに増やされ、読み物としての人気はエトワール編を上回った。
11月号からは3校の垣根を越えたストーリーとなったが、ここで渚砂と光莉が初対面であることが判明し、「姉妹ではなかったのか？」と驚く声が多数寄せられた。2005年1月号掲載のノベルでは、光莉が絆奈に「自分には妹がいるかもしれない」、渚砂が絆奈に「アストラエアにまだ会ったことのない血を分けた妹がいるはず」と説明している。
寄宿舎パニック！編の結果は以下の通り。
- 健康診断編：1034票
- ミッドナイトパーティー編：1102票
- プール合戦編：955票
- 林間学校編：994票
- チャリティーメイド編：1038票
- クラブ交流ウィーク編：1043票

寄宿舎編の終了、エトワール編の結果発表（05年2月号）を以て誌上ゲーム及びインターネット投票は終了。

### 外伝ノベル（2005年4月号 - 2005年9月号）
2005年3月号の休載を挟んで、翌4月号に新展開が告知され、プチエロ解禁・文庫化決定が報じられた。
2005年5月号から小説『ストロベリー・パニック!』（電撃文庫）を正伝とする形での外伝として「萌え系ノベル」と銘打った「改版 ストロベリー・パニック！」が全5回にわたって連載された。このノベルは、ミアトルとスピカの裏に位置し、悲恋伝説が存在する「背徳の庭」での玉青と蕾の出会いをきっかけに始まる、ミアトルとスピカのバスケットボール対抗戦を巡る顛末を中心に描いている。『G's』オリジナル企画としては珍しく1話読みきり形式ではなくストーリーが連続した形式を採用した。
読者コーナー兼情報コーナーとして『ストパニNEWS』が2005年6月号から開始され、2007年3月号で終了した。
外伝の連載終了をもって本企画は連載終了となった。本企画の内容（イラスト、ノベル）を収録した出版物（単行本）は発売されなかった。

## 用語集
聖ミアトル女学園
修道院を母体とし、アストラエア3校の中で最も歴史がある学園。門閥の出身者が多い。生徒たちは花嫁として人気が高いらしく、その過半数が卒業前に婚約してしまうといわれる。茶道、華道、日舞などの課外授業が盛ん。新入生が部屋単位で先輩付きとなり、雑事を行う「お部屋番」と呼ばれる制度がある。
なお、他の2校とは異なり、大学が併設されている。
小説版では「ミアトル四聖人」と呼ばれる生徒がいると描写されるが、その1人が鞠子谷愛子らしいこと以外、詳細は不明。
校則第7条「公共の場所で歯を見せて笑ってはならない」
校則第9条「おじぎの角度は腰から上体を30度曲げること」
聖スピカ女学院
聖ミアトルに次いで創設され、女性の自立、社会進出を重視する校風を持つ。学業と共に、水泳や乗馬などのスポーツにも力を入れている。馬場やプールなどの施設は最も充実している。
「学院五大スター」に数えられる生徒は校内で憧憬を集めている。そのうち1名はOGで、スピカから選出された永世エトワールの栄誉を讃えるため、常に他の在校生4名よりも上位にカウントされている。
校則第13条「学外での交際は本学と保護者の承認を得て行う」
校則第26条「下着及び手袋は白色以外の使用を禁止する」
聖ル・リム女学校
創立は3校の中で最も新しく、自由な校風で知られる女子校。そのためか、学年による上下関係も他の2校と比較して緩い。クラブ活動が盛んで、生徒が自主的に設立した一風変わったクラブが乱立している。ちなみにクラブ・同好会は掛け持ち可能で、他校の生徒でも自由に参加出来る。
生徒会室の地下には多数の隠し部屋が有り、変身部の衣装倉庫として使われている。
校則第5条「外出時は常に本校指定の制服を正しく着用すること」
校則第8条「上級生は下級生を常に守り教え導くこと」
聖アストラエア合同寄宿舎
通称「いちご舎」。3校合同の寄宿舎で、三角形状に隣接している3校の敷地のちょうど中間に位置しており、建物自体が三角形状をしているためこう呼ばれている。ミアトル創設時に建てられた歴史ある建物。遠方から入学する生徒のために用意された施設であるが、集団生活を経験するために入ってくる名家の子女も多くいる。ちなみに「アストラエア」とは「星乙女」を意味し、3校の名前はアストラエアをモデルとする乙女座に関係する。
学年や役職に応じて2人部屋と1人部屋が用意されているが、劇中に出てくるのは基本的に2人部屋で、寮生は特別な理由がない限り同学年の生徒と2人で共に過ごすことになる。ゲーム版ではベッドが2つあるにもかかわらず、1人で過ごす生徒がほとんどである。
小説では夜間の他校棟との直接の行き来はできなくなっており、三角形の頂点を内側から120度角で結ぶ「お鈴廊下」と呼ばれる渡り廊下によって各棟が結ばれているが、アニメとゲームでは夜間でも比較的自由に他校棟との行き来が行われている。
部屋ごとにトイレ・シャワー・バスタブが設置されている他に、大浴場も設置されている。なお洗濯室は共用である。
一般生徒用の第1門限は午後4時30分、部活動や生徒会活動がある生徒用の第2門限は午後5時。
舎則第18条「寄宿生同士の同衾は原則としてこれを禁ずる」
舎則第21条「消灯時間は午後10時と定め以後の活動は禁止する」
エトワール
アストラエア3校の全生徒の中から1年に1回選ばれるベストカップルに与えられる称号。この称号が与えられたカップル及びその所属校は全生徒の憧れ・敬愛の的・模範となると共に大変な名誉をも授けられる。「エトワール」(étoile)とはフランス語で「星」の意味。
読者参加企画・小説・アニメでそれぞれ設定に差異が見られる。ゲーム版にはエトワールという制度は存在しない。
読者参加企画
所属・学年の縛りは一切存在しない。最終的に渚砂・玉青のペアがエトワールとなった。
小説
通例「エトワール・エネ」（Étoile ainée、フランス語で「年長の星」）と「エトワール・カデット」（Étoile cadette、フランス語で「年少の星」）の2名1組で構成される。再選を禁止する規定はない。7月の選出から年度の終了までが任期。
歴代のエトワールはミアトルからの輩出が3分の2と圧倒的に多い。なお、カップルは必ず同一校所属者でなければならないという規定はなく、理屈上は他校の生徒同士によるカップルも各校の生徒会長が同意すればエトワール選にエントリー可能である。
劇中では、当代のエトワールは静馬と水穂が担い、渚砂が編入後のエトワール選にて天音と光莉に代替わりした。
アニメ
劇中から遡ること2年前に、静馬と花織がエトワールとなったが、その直後の花織の死去に伴い、静馬が2年間にわたりカデット不在のままエネの地位に留まっている。前年度のエトワール選に関して、劇中では言及されてない。
エトワール選
エトワールの選考に際して行われる行事。読者参加企画・小説・アニメでは開催時期・選考方法が異なる。ゲーム版にはエトワールという制度は存在しないので、エトワール選も行われていない。
読者参加企画
春のイースター、夏の体育祭、秋の文化祭、冬のバザーの、全4回の合同イベントを通じて行われる。すべてのイベントにおける合計得票数の最も多いカップルがエトワールとなる。
小説
「エトワール選」は略称であり、正式名称は「Le souffle de l'astre, est-ce vraiment Étoile?」（フランス語で「あまた集う星々の中の星は？」の意味）。
直接選挙ではなく各校から希望者（必ずしも1校1組とは限らない）を募り、4月末から7月にかけて以下の3段階による選抜「三つの光輝」（トロワ・リュミエール、仏：Trois Lumières）を実施する。
- 輝かしい始まり（ラ・ブリヤン・トゥヴェルチュール、フランス語：La Brillante ouverture）
- 愛の試練（レプルーヴ・ダムール、フランス語：L'épreuve d'amour）
- 最後の奇跡（ル・デルニエ・ミラークル、フランス湖：Le Dernier miracle）

アニメ
12月頃、短期間に実施され、任期は年度をまたいで継続。出場者は生徒会の承認を得て原則、1校1組の出馬。
5大スター
聖スピカ女学院を代表する5人の生徒の総称。読者参加企画、小説にのみ登場する設定。
天音を筆頭としており、スピカのエトワール候補には5大スターの誰かがなる場合が多い。登場する5大スターでは、天音と草薙雅姫がエトワールになっている。選出方法は不明だが、読者参加企画のコミック欄外では「欠員が出たときのみに補充選が行われる」「一度選ばれると卒業までそのまま役目を務める」と説明されている。
読者参加企画時には、霧賀ユキによるコミックで、天音の他のメンバーのうち、3人のビジュアルが確認できる。1人は紫色のロングヘアーに眼鏡をかけた少女（エトワールのポスターを見て、「私の方が相応しい」と発言している）、1人は短い茶髪の少女、1人はウェーブのかかった金髪の少女である。またメンバー内に「いわく有る方」がいると千華留が語っており、5人目はシルエットのみで示されている。
小説では、天音、要、桃実、そして永久欠番扱いの草薙雅姫の4人が確認されている。

## 小説
『ストロベリー・パニック！』は、公野櫻子による日本語のライトノベルである。イラストはたくみなむちが担当している。電撃文庫（メディアワークス）より、2006年3月から12月にかけて全3巻（長編3巻）が刊行された。
同名の読者参加企画を原作とする。読者参加企画時代のメインヒロイン12人に加え、多数のキャラクターによる、3校の代表「エトワール」を巡るラブストーリーである。原作や「改版 ストロベリー・パニック!」とは異なる内容・世界観であるため、その2つの作品とこの小説との関係はパラレルワールドであるとも言える。

### あらすじ（小説）
聖アストラエアにある女子校・聖ミアトル女学園に編入した蒼井渚砂は、アストラエア三校の代表「エトワール」である花園静馬と出会い、紆余曲折の果てに、彼女と次期エトワールを決めるエトワール選に出場することになる。周囲の嫉妬や生徒会の思惑に翻弄されながらも、寮の同室である涼水玉青や、後輩の月館千代の助けを借りながら1次選に臨む渚砂は、静馬のかつての想い人・桜木花織の存在を知る。2人の関係に煩悶としながら迎えた1次選では首位に届かなかったものの、自身に向けられる静馬の真剣な想いに、渚砂は改めて彼女と共にエトワール選に挑む決意をする。（第1巻）
憧れの5大スター・鳳天音と共に、エトワール1次選を突破した、アストラエアの1校・聖スピカ女学院の此花光莉。スピカが勝利に沸く中、突然、海外留学していた草薙真箏が現れ、エトワール選への参加を宣言する。彼女が提案した種目「顔のない悪魔」によってパートナーとの接触を断たれてしまうエトワール選参加者たち。周囲からもたらされる静馬と花織の過去を知った渚砂がエトワール選の辞退を決意する一方、ルールを破って密会した天音と光莉はアストラエアを出奔してしまう。その裏には、聖ル・リム女学院生徒会長・源千華留の深い計略が潜んでいた。（第2巻）
静馬・渚砂ペアの辞退、天音・光莉の駆け落ち、更に真箏のパートナー・白壇籠女の辞退宣言で、混迷を極める聖アストラエア。エトワール選の継続も危うくなる中、エトワール選への再参戦を決意した天音と光莉が戻って来た。その華やかな帰還劇の裏で、静馬が欧州留学のため退学することが発覚する。思い悩む末、に静馬への愛を自覚した渚砂は、玉青たちの協力を得て、渡欧する静馬に想いを伝える。そして数ヵ月後、天音と光莉がエトワール位を得た聖アストラエアには、玉青、千華留らとともに学園生活を謳歌する渚砂と静馬の姿があったのだった。（第3巻）

## 漫画
『ストロベリー・パニック！』は、たくみなむちによる漫画で、公野櫻子による同名小説のコミカライズ作品であり、内容・設定・世界観などは小説版に忠実である。小説版のストーリーを短縮しながらも、漫画版独自のシーンなども追加されている。
『電撃G's magazine』（メディアワークス）2005年11月号から連載された。『G's』2007年4月号の目次に「コミック『ストロベリー・パニック』はしばらくの間休載いたします」と表記され休載となり、その後も再開されることはなく終了した。単行本も、第2巻の巻末に「3巻へつづく」と表記されているが、第3巻は発売されず、全2巻で終了した。そのため、第13・14話（2006年12月号・2007年2月号掲載分）は、日本の単行本には収録されなかった。

## アニメ
『Strawberry Panic』（他メディアと異なり、「!」が付かない）のタイトルで、2006年4月より9月までtvk他のUHF局及びキッズステーション（CS）で放送された。全26話。

## ゲーム
2006年8月24日にメディアワークスより、PlayStation 2用のゲームとして発売された。
初回限定版特典は本格百合ドラマCD・聖アストラエア特製生徒証。予約特典は聖アストラエア3校合同入学案内であった。
エトワール制度が存在せず、ミアトル・スピカの生徒会メンバーが登場しないなど、小説版・アニメ版とは設定や世界観などが大きく異なっている。
ゲームの内容は、渚砂・光莉・絆奈の3人（苗字は設定されていない）が主人公で、残りの9人とのカップリングを行うという主旨。
「男子プレイヤーの場合、プレイするキャラが女の子だと感情移入がしにくい」「女子プレイヤーの場合、この世界に男の要素が入ることに拒否反応がある」という問題を解決するために、渚砂・光莉・絆奈を純粋な主人公としてプレイする「女の子モード」と、かつて読者参加企画版で男子が百合の世界に介入する手段として使われた「兄という立場から、妹たちの行動を助言する」という設定を復活させた「男の子モード」の2種類のモードが用意されている。
ゲームのみで描写されているイベントに、5月の体育祭と6月のプリンセスセミナーがある。体育祭は全学年合同で、各校3チームに分かれて点数を競う。プリンセスセミナーは生徒2人でペアを組み、立派な女性になるため華道、乗馬、調理など様々な講義の中から1つを選び受講する行事である。

### 主題歌・サウンドトラック
オープニング曲
- 「Sweetest」
  - 作詞・作曲：rino 編曲：宅見将典 歌：CooRie
  - 2006年9月21日発売 LACA-5558 24曲目

17曲目にOff Vocal Verあり。
エンディング曲
- 「そばにいるよ」
  - 作詞・作曲：rino 編曲：大久保薫 歌：中原麻衣
  - 2006年9月21日発売 LACA-5558 25曲目

サウンドトラック
- 『PS2用ゲーム『ストロベリー・パニック!』オリジナルサウンドトラック』
  - 01 作曲：rino 編曲：安瀬聖
  - 02，03，05，07，09 作曲・編曲：安瀬聖
  - 06，10，11 作曲：黒須克彦 編曲：清水永之
  - 08 作曲：池田森 編曲：清水永之
  - 04，12 作曲：rino 編曲：梶川貴光
  - 2006年9月21日発売 LACA-5558

### 携帯アプリ
2006年6月よりドワンゴの『携帯ゲーム百選』（i-mode・EZweb）で順次配信されている。
MOBILE PUZZLE
絵柄はゲーム版準拠。オーソドックスなスライド式パズル。完成させた絵柄は待ち受け画像として使える。
ストパニ 間違い探し
左右の絵を比較して相違点を当てるオーソドックスな間違い探し。
PS2ゲーム体験版
PS2版ゲームの体験版。
ストパニ アドベンチャー
全3章で構成されるオリジナルストーリーのアドベンチャーゲーム。設定はアニメ準拠。
ストパニクイズ
アニメ『Strawberry Panic』に関するクイズが出題される。
カレンダー・時計・萌え電卓
実用アプリ。絵柄はアニメ準拠。

## 日本国外での展開
- アメリカ合衆国ではセブンシーズ・エンターテインメントが2006年9月にメディアワークスよりライセンス供与を受け、2007年春より漫画と小説を順次、刊行している。また、同年中にメディアブラスターズ社がアニメのDVDを発売（全5巻）。後に全話収録のコンプリートセットも発売された。なおアニメの仕様は日本語音声・英語字幕である（英語音声はない）。
- 中国語の文による公式の訳題は、台湾・尖端出版が2007年1月に繁体字中国語版コミックスを刊行した際に採用した「草莓狂熱」であるが、コミックス刊行以前は『ファミ通PS2』香港・台湾版（電玩通PS2雑誌）で用いられた「草莓危機」や「驚爆草莓」など、様々な訳題が存在した。

## イベント
- 聖アストラエア合同入学試験（2006年2月26日）
  - インターネットラジオ番組『麻衣＆愛の電撃G'sラジオ ストロベリー・パニック!〜お姉様といちご♥そうどう〜』の公開録音イベント。参加者に試験を行なわせ、その回答をスクリーンに映し出すなどの催しを行なった。主登場人物12人の担当声優も発表。収録内容は同番組2006年3月7・14日配信分で公開。出演者は中原麻衣、清水愛。
- 聖アストラエア合同入学式（2006年4月2日）
  - アニメ放送記念イベント。アニメ第1話の先行上映、主題歌の生歌唱、トーク、ラジオの公開録音などの催しを行なった。DVD限定版第2・3巻およびDVD BOXのDISC2・3にダイジェストを収録。出演者は中原麻衣、清水愛、松来未祐、桑谷夏子、中島沙樹、宮崎羽衣、野川さくら、甲斐田裕子、斎藤千和、生天目仁美、森永たまち、美郷あき。
- 聖アストラエア合同文化祭（2006年11月12日）
  - アニメ放送終了記念イベント。DVDの限定版（Special Limited Box）I - III封入の参加券による応募者を抽選で招待した。アニメの名場面を振り返ったり、登壇者の中からエトワールを決めるエトワール選などの催しが行なわれた。映像・音声媒体等未収録。出演者は、中原麻衣、清水愛、桑谷夏子、野川さくら、甲斐田裕子、木下紗華、後藤沙緒里、中島沙樹、福井裕佳梨、宮崎羽衣、美郷あき、森永たまち。

## 書誌情報

### 小説
- 公野櫻子（著）・たくみなむち（イラスト）、メディアワークス〈電撃文庫〉、全3巻
  - 『ストロベリー・パニック!（1）』、2006年3月25日初版発行（2006年3月10日発売[10]）、ISBN 4-8402-3354-3
  - 『ストロベリー・パニック!（2）』、2006年8月25日初版発行（2006年8月10日発売[11]）、ISBN 4-8402-3526-0
  - 『ストロベリー・パニック!（3）』、2006年12月25日初版発行（2006年12月10日発売[12]）、ISBN 4-8402-3646-1

### 漫画
- 公野櫻子（原作）・たくみなむち（作画） 『ストロベリー・パニック!』 メディアワークス〈電撃コミックス〉、既刊2巻（2006年10月27日現在）
  1. 2006年4月15日初版発行（2006年3月27日発売[13]）、ISBN 4-8402-3419-1
  2. 2006年11月15日初版発行（2006年10月27日発売[14]）、ISBN 4-8402-3600-3

## 歴史
※年月は『電撃G's magazine』の発売号に合わせている。
2003年10月号
新企画の第1弾として本作の告知が掲載。
2003年11月号
聖ミアトル女学園の4人（渚砂・花園静馬・月館千代・涼水玉青）キャラクター紹介。誌上ゲーム、世界観の概要発表。
2003年12月号
聖スピカ女学院の4人（光莉・鳳天音・奥若蕾・南都夜々）、聖ル・リム女学校の4人（絆奈・源千華留・白檀篭女・夏目檸檬）キャラクター紹介。
2004年1月号
3校及び寄宿舎のイメージイラスト掲載。第1回誌上ゲーム開始。
2004年2月号
オリジナルノベル「Virgin Hearts」掲載。
2004年3月号
第1回誌上ゲーム結果発表。第2回誌上ゲーム「エトワール選（イースター編）」開始。「フリーカップリング」導入。アストラエア3校は三角形状に隣接し、寄宿舎はその中央に位置し、行事は3校共同で行われるという設定を公開。
2004年4月号
オリジナルノベル「Girls Love」掲載。
2004年5月号
第2回誌上ゲーム「エトワール選（イースター編）」結果発表。新ルール「おまじない」導入。第3回誌上ゲーム「エトワール選（体育祭編）」開始。
2004年6月号
オリジナルノベル「Girls Love」掲載。「聖アストラエア淑女録」第1回「夏目檸檬」掲載。
2004年7月号
第3回誌上ゲーム結果発表。第4回誌上ゲーム「寄宿舎パニック編（健康診断）」開始。結果発表はエトワール選の隔月から、毎月に変更（締め切りも毎月中旬に変更）。また、エトワール選についてはネット投票を行うことを発表。タイトルロゴが現在のデザインに変更。
2004年8月号
第4回誌上ゲーム結果発表。結果を反映したノベル（ミアトル編）を掲載。第5回誌上ゲーム「寄宿舎パニック編（ミッドナイトパーティー）」開始。
2004年9月号
第5回誌上ゲーム結果発表。結果を反映したノベル（スピカ編）を掲載。第6回誌上ゲーム「寄宿舎パニック編（プール合戦）」開始。
2004年10月号
第6回誌上ゲーム結果発表。結果を反映したノベル（ル・リム編）を掲載。第7回誌上ゲーム「寄宿舎パニック編（林間学校）」開始。
2004年11月号
第7回誌上ゲーム結果発表。「エトワール選（文化祭編）」ネット投票受付開始。第8回誌上ゲーム「寄宿舎パニック編（チャリティーメイド編）」開始。
2004年12月号
第8回誌上ゲーム結果発表。第9回誌上ゲーム「寄宿舎パニック編（クラブ交流ウィーク）」開始。
2005年1月号
第9回誌上ゲーム結果発表。「エトワール選（クリスマスバザー編）」ネット投票受付開始。
2005年2月号
エトワール選総合ランキング結果発表。
2005年3月号
休載。
2005年4月号
「萌え系ノベル」開始を告知。文庫化決定を発表。
2005年5月号
イラストノベル「新版 ストロベリー・パニック！」外伝第1章「背徳の庭」第1話「わたしのお姉様」掲載。
2005年6月号
「改版 ストロベリー・パニック！」外伝第1章「背徳の庭」第2話「私の蒼い天使」掲載。小説『ストロベリー・パニック!』のイラストを「Renka」が担当することを告知（しかし、実現しなかった）。
2005年7月号
「改版 ストロベリー・パニック！」外伝第1章「背徳の庭」第3話「真白き星の王子様（前編）」掲載。
2005年8月号
「改版 ストロベリー・パニック！」外伝第1章「背徳の庭」第4話「真白き星の王子様（後編）」掲載。
2005年9月号
「改版 ストロベリー・パニック！」外伝第1章「背徳の庭」第5話「黄金色のばらのように」掲載。
ノベル（読者参加企画連載）終了。
2005年10月号
たくみなむちによる漫画連載を告知。
2005年11月号
漫画『ストロベリー・パニック！』連載開始（以降、特記しない限り、毎号掲載）。
2005年12月号
同時期にネットラジオ『麻衣＆愛の電撃G'sラジオ ストロベリー・パニック!〜お姉様といちご♥そうどう〜』（パーソナリティ：中原麻衣・清水愛）配信開始。
2006年2月号
アニメ化発表。それに合わせて渚砂・光莉・絆奈の3人は「蒼井渚砂」・「此花光莉」・「日向絆奈」と苗字が設定された。また、アニメ化以降、その特集記事が2006年12月号まで随時掲載された。
2006年3月号
アニメのキャラクターデザイン紹介。担当する声優はネットラジオにてル・リム、スピカ、ミアトルの順で公開予定とされた。漫画『ストロベリー・パニック!』第1巻、小説『ストロベリー・パニック!』第1巻発売が決定。
2006年4月号
『G's』誌上においてもアニメの全声優が公開され、中原麻衣・清水愛のインタビューが掲載された。
2006年5月号
PS2版ゲーム化決定。アニメの特集ページも組まれ、1 - 4話までの予告を掲載。
2006年6月号
中原麻衣・清水愛によるPS2版ゲームの体験プレイ記事掲載。
2006年7月号
松来未祐・桑谷夏子によるPS2版ゲームの体験プレイ記事掲載。
2006年8月号
宮崎羽衣・野川さくらによるPS2版ゲームの体験プレイ記事掲載。
2006年10月号
漫画『ストロベリー・パニック！』休載。アニメの設定資料、ゲームの攻略記事（渚砂編）掲載、渚砂・玉青の両面特大ポスター（アニメ版）を付属。
2006年11月号
ゲームの攻略記事（光莉編）が掲載。
2006年12月号
ゲームの攻略記事（絆奈編）が掲載。
2007年1月号
漫画『ストロベリー・パニック！』休載。
2007年3月号
漫画『ストロベリー・パニック！』休載。
2007年4月号
漫画『ストロベリー・パニック！』の長期休載を告知。